# Gerald Grosvenor (4e duc de Westminster)
Pour les articles homonymes, voir Gerald Grosvenor.
Gerald Hugh Grosvenor, 4e duc de Westminster (13 février 1907 - 25 février 1967) est un homme politique, militaire et pair britannique

## Jeunesse
Il est le fils du capitaine Hugh Grosvenor et de Mabel Crichton et un petit-fils de Hugh Grosvenor (1er duc de Westminster).
Il hérite de ses titres en 1963 à la mort de son cousin de soixante-huit ans, William Grosvenor (3e duc de Westminster), décédé célibataire et sans enfant.

## Carrière
Il est officier dans le 9th Lancers du Collège militaire royal, Sandhurst, en 1926. Il est promu lieutenant en 1929, capitaine en 1936 et major en 1943. De 1936 à 1938, il sert comme adjudant régimentaire et en 1938, il est nommé adjudant du Nottinghamshire Yeomanry.
Il commande son régiment pendant la Seconde Guerre mondiale avec le grade de lieutenant-colonel et est blessé à la jambe par un éclat d'obus le 18 juillet 1944, souffrant d'attaques de Sepsis pour le reste de sa vie. En 1947, il quitte l'armée, mais en 1950, il est nommé lieutenant dans la force des cadets de l'armée du Wiltshire.
En 1952, il est nommé exon dans la garde Yeomen. Le 18 février 1955, il est nommé colonel honoraire du Cheshire Yeomanry et le 19 mai 1961, colonel des 9e/12e régiment royal de lanciers. En 1959, il est haut shérif du Cheshire. Il est nommé conseiller privé en 1964.

## Vie privée
Le 11 avril 1945, alors qu'il est troisième dans la lignée de la succession à ses titres éventuels, il épouse Sally Perry (en), qui est l'une des trois filles extra-conjugales de Muriel Perry et Roger Ackerley. Ils sont sans enfants.
Il est également connu pour avoir ordonné la démolition de Eaton Hall d'Alfred Waterhouse en 1963, à une époque où l'architecture victorienne n'était pas appréciée. Elle est remplacée par une maison moderne beaucoup plus petite. Au moment de la démolition, il est le pair le plus riche de Grande-Bretagne.
Il est mort en 1967, âgé de 60 ans, et est enterré dans le cimetière de l'église Eccleston près d'Eaton Hall, Cheshire. À sa mort, ses titres passent à son jeune frère, Robert Grosvenor.